# ワイオミング大学

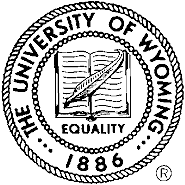
ワイオミング大学のロゴ

ワイオミング大学（University Of Wyoming）は、アメリカ合衆国、ワイオミング州ララミーにある公立大学である。 ララミーは、標高7,200フィート(2,194m)の高度がある。現学長はTom　Buchanan氏。学生数は約13,000人。大学のカラーは茶と金。 
ワイオミング大学（通称UW）は、1886年9月に創立され、学部および大学院の学位を授与するワイオミング州唯一の高等教育機関である。また、農業、エネルギー、地質学および水資源の関連分野を専門とし、環境および天然資源の研究が盛んである。 
ワイオミング大学は、4年制で、農業、教養、ビジネス、教育、工学、健康科学および法律の7つの学部から成っている。修士課程および博士課程がある。 同大学はララミーの文化行事の基幹となっており、競技場や講堂を、色々なコンサート、舞台芸術のイベントに提供している。 同大学には、社会的、専門的、および学術的な150におよぶ学生の課外活動がある。また、ユニオンには、キャンパスの書店および多数の設備があり、キャンパスの中心になっている。
アメリカ文化遺産センター（American Heritage Center）は、アメリカ・ワイオミング州の歴史および居住者に関連した多数の特殊集書、原稿および人工物のコレクションを有している。また、「トムとジェリー」などの映画音楽で有名なスコット・ブラッドリーが1934年から1952年の間に書いた音楽のスコアが保管されている。

## キャンパス生活
大学には学生が利用できる4つのタイプの寄宿舎がある。 4つの寄宿舎はすべて大食堂があり、その他の学生サービスも提供されている。すべての新入生は寄宿舎の1つに住むことができる。大学の競技場東に大学が利用できるアパートがあり、既婚の学生には、住む機会が提供される。国立公園および森林、山に近く、スキーやハイキングのような屋外のリクリエーションが楽しめる。

## スポーツ
大学ワイオミング大学には、「カウボーイ・ジョー」と「ピストル・ピート」の2つのマスコットがある。 男子チームは「カウボーイ」、女子チームが「カウガール」と言われている。ワイオミング大学は全米大学体育協会(NCAA)のI部で西部のメンバーとして競っている。記念競技場は1950年に造られ、収容人数は32,580人で、NCAAのI部で最も標高の高い（7,220フィート）フットボールスタジアムである。 講堂は、1,500万ドルの費用で1982年に造られ、座席数は15,000人余である。 

## 大学
ワイオミング大学の寄宿舎区域には、2,500人の学生が住んでおり、ワイオミング州で最も人口の密集した区域である。 夏は気温が低いため、アメリカで最も涼しい学校である。記念競技場の収容人員が満たされると、ワイオミング州で3番目に大きい都市の規模になる。大学は、伝統的に9月中旬にNPDAの討論のトーナメントを催す。 賞を獲得した詩人のH.L. Hixは美術学修士課程のディレクターである。

## 著名な卒業生
- チャールズ・ブラッドリー（Charles Bradley）　- NBAのバスケットボール選手
- ジェリー・バス（Jerry Buss） –　ロサンゼルス・レイカーズの所有者
- ディック・チェイニー（Dick Cheney） –　前アメリカ合衆国副大統領、アメリカ合衆国の元連邦議会議員
- Fennis Dembo - NBAのバスケットボール選手
- Dave Freudenthal –　現ワイオミング州知事
- Curt Gowdy - アメリカのスポーツキャスター
- アート・ハウ（Art Howe）- 元MLBプレーヤー、オークランド・アスレチックスなど3球団で監督を歴任
- Jeff Huson - 元MLBプレーヤー、コロラド・ロッキーズの現解説者
- Jim Kiick – マイアミ・ドルフィンズのハーフバック(1968-1974年)
- ジョン　A. リスト(John A. List) -　シカゴ大学の経済学者
- Michael John Sullivan -　前ワイオミング州知事
- Craig Thomas  –　アメリカ合衆国上院議員
- Eric Leckner - NBAのバスケットボール選手
- ジョシュ・アレン(Josh Allen) - NFLバッファロー・ビルズのQB(2018年‐)